# Goldeus dlabolai
Goldeus dlabolai är en insektsart som beskrevs av Quartau 1972. Goldeus dlabolai ingår i släktet Goldeus och familjen dvärgstritar. Inga underarter finns listade i Catalogue of Life.